# David Houston (Musiker)
Charles David Houston (* 9. Dezember 1938 in Bossier City, Louisiana; † 30. November 1993 ebenda) war ein US-amerikanischer Country-Sänger und -Songschreiber, der in den 1960er Jahren einige Nummer-eins-Hits in den Country-Charts hatte und zu den erfolgreichsten Künstlern des Genres gehörte. Für den Klassiker Almost Persuaded erhielt der Vertreter des Nashville Sounds zwei Grammys. Auch in den 1970er Jahren war er sehr erfolgreich. Insgesamt gelangen ihm bis 1989 rund 60 Hits in den Country-Charts von Billboard, darunter einige Duette mit Tammy Wynette und Barbara Mandrell. Er war bekannt für seinen weiten Stimmumfang, der von einem warmen Bariton hin zu einem luftigen Tenor reichte.

## Leben

### Anfänge
David Houston, ein Nachfahre der Südstaaten Generäle Robert E. Lee und Sam Houston, wuchs in einer musikalisch geprägten Umgebung auf. Sein Pate, Gene Austin, war einer der erfolgreichsten Schlagersänger der 1920er Jahre. Bereits als Kind beherrschte David mehrere Instrumente. Im Alter von zwölf Jahren trat er erstmals in der Louisiana Hayride Show auf, die ein wichtiges Sprungbrett für Nachwuchsmusiker darstellte. Nach Schulabschluss und einigen College-Semestern arbeitete er eine Zeitlang als Bauarbeiter und Versicherungsvertreter.

### Karriere
1963 schloss Houston auf Vermittlung des Songwriters Tillman Franks einen Schallplattenvertrag mit dem neuen Epic-Label ab. Bereits seine erste Single, Mountain Of Love, konnte sich in der Top 10 platzieren. Die nächsten Veröffentlichungen schafften zum Teil Platzierungen in den Top 20. Erst als er ab 1965 vom Produzenten Billy Sherrill betreut wurde, konnte er an seinen Anfangserfolg vollends anknüpfen. Livin' In A House Full Of Love erreichte Platz drei der Country-Charts. 1966 schaffte er mit der sentimentalen Ballade Almost Persuaded seinen ersten Nummer-eins-Hit, der auch die Top 40 in den Pop-Charts erreichte. Neun Wochen stand der Titel an der Spitze. Der von Billy Sherrill und Glenn Sutton komponierte Song brachte Houston gleich zwei Grammys für die beste Country-Single und die beste Gesangsleistung eines Country-Sängers ein. Auch die Komponisten erhielten einen Grammy für das Lied. Bereits 1972 nahm Houston das Lied noch einmal auf, dieses Mal als Duett mit Barbara Mandrell. 
1967 erreichte er drei Mal in Folge die Spitzenposition der Country-Charts, darunter My Elusive Dreams, ein Duett mit Tammy Wynette. Ebenfalls 1967 war Houston in einem Kinofilm zu sehen. In der musikalischen Komödie Cottonpickin’ Chickenpickers spielte er neben einer Reihe von anderen Country-Stars. Im Mai 1968 erreichte sein Titel Have A Little Faith Platz eins der Country-Charts. Die Nachfolgesingle Already It's Heaven erreichte im August 1968 ebenfalls den Spitzenplatz der Country-Charts. Sein letzter Nummer-eins-Hit gelang ihm im Januar 1970, als er mit dem Titel Baby, Baby (I Know You're A Lady) vier Wochen den ersten Platz belegte. Es folgte eine lange Serie von Top-10- und Top-20 Erfolgen, die bis weit in die 1970er Jahre andauerte. 1972 wurde er Mitglied der Grand Ole Opry. Mit der seinerzeit noch wenig bekannten Sängerin Barbara Mandrell spielte er einige Duette ein, am bekanntesten 1970, After Closing Time, Mandrells erster Top-10-Erfolg. Sowohl seine Duette mit Wynette als auch jene mit Mandrell brachten Houston drei Nominierungen bei den CMA Awards ein.
Obwohl Houston vor allen Dingen Fremdkompositionen aufnahm, schrieb er auch einige seiner Lieder selbst. Diese wurden hin und wieder auch von anderen Künstlern aufgenommen. So spielte Hank Williams, Jr. 1965 eine Fassung von Houstons Cowpoke ein. Sein mit Billy Sherrill geschriebenes Lied Maiden’s Prayer war 1971 Houstons einzige Eigenkomposition in den Top 10 der Country-Charts.
Mitte des Jahrzehnts brachen Houstons Verkaufszahlen ein. Sein letzter Top-10-Erfolg war Ende 1974 Can You Feel It. Er wechselte mehrmals das Label, konnte aber bis in die 1980er Jahre nur noch hintere Ränge der Charts belegen.
In den 1980er kamen zum nachlassenden Erfolg gesundheitliche Probleme hinzu. 1987 heiratete er die 29-jährige Sängerin Katherine Jane „Kathie“ Guillotte.
Houston verstarb am 30. November 1993 an einer Gehirnblutung. Seine Witwe verstarb 2003. Die beiden hinterließen ihren Sohn David Lewis.

## Diskografie

### Alben
| Jahr | Titel Musiklabel                                   | Höchstplatzierung, Gesamtwochen, AuszeichnungChartplatzierungen (Jahr, Titel, Musiklabel, Platzierungen, Wochen, Auszeichnungen, Anmerkungen) | Höchstplatzierung, Gesamtwochen, AuszeichnungChartplatzierungen (Jahr, Titel, Musiklabel, Platzierungen, Wochen, Auszeichnungen, Anmerkungen) | Anmerkungen          |
| Jahr | Titel Musiklabel                                   | US | Country | Anmerkungen          |
| ---- | -------------------------------------------------- | --- | --- | -------------------- |
| 1966 | Almost Persuaded Epic                              | US57 (20 Wo.)US | Country1 (29 Wo.)Country |                      |
| 1967 | A Loser’s Cathedral Epic                           | — | Country12 (15 Wo.)Country |                      |
| 1967 | My Elusive Dreams Epic                             | — | Country12 (18 Wo.)Country | mit Tammy Wynette    |
| 1967 | You Mean The World To Me Epic                      | — | Country3 (18 Wo.)Country |                      |
| 1968 | David Houston’s Greatest Hits Epic                 | — | Country20 (14 Wo.)Country |                      |
| 1968 | Already It’s Heaven Epic                           | — | Country9 (30 Wo.)Country |                      |
| 1969 | Where Love Used To Live/My Woman’s Good To Me Epic | — | Country27 (13 Wo.)Country |                      |
| 1969 | David Epic                                         | US143 (5 Wo.)US | Country14 (22 Wo.)Country |                      |
| 1970 | Baby, Baby Epic                                    | US194 (2 Wo.)US | Country7 (29 Wo.)Country |                      |
| 1970 | The World of David Houston Epic                    | — | Country35 (7 Wo.)Country |                      |
| 1970 | Wonders of the Wine Epic                           | US170 (3 Wo.)US | Country13 (16 Wo.)Country |                      |
| 1971 | A Woman Always Knows Epic                          | — | Country22 (11 Wo.)Country |                      |
| 1971 | David Houston’s Greatest Hits, Volume II Epic      | — | Country21 (8 Wo.)Country |                      |
| 1972 | The Day Love Walked In Epic                        | — | Country14 (19 Wo.)Country |                      |
| 1972 | A Perfect Match Epic                               | — | Country38 (5 Wo.)Country | mit Barbara Mandrell |
| 1973 | The Many Sides of David Houston Epic               | — | Country45 (2 Wo.)Country |                      |
| 1973 | Good Things Epic                                   | — | Country17 (14 Wo.)Country |                      |

Weitere Alben
- 1964: New Voice From Nashville (Epic)
- 1965: David Houston Sings Twelve Great Country Hits (Epic)
- 1975: A Man Needs Love (Epic)
- 1976: What A Night (Epic)
- 1977: David Houston (Starday)
- 1978: Best (Gusto)
- 1979: From the Heart of Houston (Derrick)
- 1980: Next Sunday I’m Gonna Be Saved (Excelsior)
- 1981: From Houston to You (Excelsior)

### Singles
| Jahr | Titel Album                                                                          | Höchstplatzierung, Gesamtwochen, AuszeichnungChartplatzierungen (Jahr, Titel, Album, Platzierungen, Wochen, Auszeichnungen, Anmerkungen) | Höchstplatzierung, Gesamtwochen, AuszeichnungChartplatzierungen (Jahr, Titel, Album, Platzierungen, Wochen, Auszeichnungen, Anmerkungen) | Anmerkungen          |
| Jahr | Titel Album                                                                          | US | Country | Anmerkungen          |
| ---- | ------------------------------------------------------------------------------------ | --- | --- | -------------------- |
| 1963 | Mountain Of Love New Voice From Nashville                                            | — | Country2 (18 Wo.)Country |                      |
| 1964 | Passing Through New Voice From Nashville                                             | — | Country37 (6 Wo.)Country |                      |
| 1964 | Chickashay New Voice From Nashville                                                  | — | Country17 (15 Wo.)Country |                      |
| 1964 | One If For Him, Two If For Me New Voice From Nashville                               | — | Country11 (17 Wo.)Country |                      |
| 1964 | Love Looks Good On You New Voice From Nashville                                      | — | Country17 (14 Wo.)Country |                      |
| 1965 | Sweet, Sweet Judy A Loser’s Cathedral                                                | — | Country18 (17 Wo.)Country |                      |
| 1965 | Livin’ in a House Full of Love Almost Persuaded                                      | — | Country3 (18 Wo.)Country |                      |
| 1966 | Sammy –                                                                              | — | Country47 (2 Wo.)Country |                      |
| 1966 | Almost Persuaded                                                                     | US24 (15 Wo.)US | Country1 (25 Wo.)Country |                      |
| 1966 | Where Could I Go? (But To Her) A Loser’s Cathedral                                   | — | Country14 (12 Wo.)Country |                      |
| 1966 | A Loser’s Cathedral                                                                  | — | Country3 (16 Wo.)Country |                      |
| 1967 | With One Exception A Loser’s Cathedral                                               | — | Country1 (18 Wo.)Country |                      |
| 1967 | You Mean The World To Me                                                             | US75 (7 Wo.)US | Country1 (17 Wo.)Country |                      |
| 1968 | Have A Little Faith Already It’s Heaven                                              | US98 (2 Wo.)US | Country1 (14 Wo.)Country |                      |
| 1968 | Already It’s Heaven                                                                  | — | Country1 (16 Wo.)Country |                      |
| 1968 | Where Love Used To Live Where Love Used To Live/My Woman’s Good To Me                | — | Country2 (14 Wo.)Country |                      |
| 1969 | My Woman’s Good To Me Where Love Used To Live/My Woman’s Good To Me                  | — | Country4 (17 Wo.)Country |                      |
| 1969 | I’m Down To My Last ’I Love You’ A Woman Always Knows                                | — | Country3 (16 Wo.)Country |                      |
| 1969 | Baby, Baby (I Know You’re A Lady) Baby, Baby                                         | — | Country1 (17 Wo.)Country |                      |
| 1970 | I Do My Swinging At Home Wonders of the Wine                                         | — | Country3 (17 Wo.)Country |                      |
| 1970 | Wonders of the Wine                                                                  | — | Country6 (15 Wo.)Country |                      |
| 1970 | After Closing Time Wonders of the Wine                                               | — | Country6 (14 Wo.)Country | mit Barbara Mandrell |
| 1971 | A Woman Always Knows                                                                 | — | Country2 (16 Wo.)Country |                      |
| 1971 | Nashville David Houston’s Greatest Hits, Volume II                                   | — | Country9 (13 Wo.)Country |                      |
| 1971 | Home Sweet Home Good Things                                                          | — | Country32 (4 Wo.)Country |                      |
| 1971 | Maiden’s Prayer Good Things                                                          | — | Country10 (10 Wo.)Country |                      |
| 1972 | The Day That Loved Walked In                                                         | — | Country18 (13 Wo.)Country |                      |
| 1972 | Soft, Sweet & Warm Good Things                                                       | — | Country8 (12 Wo.)Country |                      |
| 1972 | I Wonder How John Felt (When He Baptized Jesus) –                                    | — | Country41 (9 Wo.)Country |                      |
| 1972 | Good Things                                                                          | — | Country2 (16 Wo.)Country |                      |
| 1973 | She’s All Woman Good Things                                                          | — | Country3 (14 Wo.)Country |                      |
| 1973 | The Lady of the Night –                                                              | — | Country22 (11 Wo.)Country |                      |
| 1974 | That Same Ol’ Look Of Love A Man Needs Love                                          | — | Country33 (12 Wo.)Country |                      |
| 1974 | Ten Commandments of Love A Man Needs Love                                            | — | Country14 (16 Wo.)Country | mit Barbara Mandrell |
| 1974 | Can’t You Feel It A Man Needs Love                                                   | — | Country9 (15 Wo.)Country |                      |
| 1975 | A Man Needs Love                                                                     | — | Country36 (10 Wo.)Country |                      |
| 1975 | I’ll Be Your Steppin’ Stone What A Night                                             | — | Country40 (10 Wo.)Country |                      |
| 1975 | Sweet Molly What A Night                                                             | — | Country69 (6 Wo.)Country | mit Calvin Crawford  |
| 1975 | The Woman on My Mind What A Night                                                    | — | Country35 (10 Wo.)Country |                      |
| 1976 | What A Night                                                                         | — | Country51 (9 Wo.)Country |                      |
| 1976 | Come On Down (To Our Favorite Forget-About-Her Place) –                              | — | Country24 (12 Wo.)Country |                      |
| 1977 | So Many Ways David Houston                                                           | — | Country33 (9 Wo.)Country |                      |
| 1977 | Ain’t That Lovin’ You Baby David Houston                                             | — | Country68 (6 Wo.)Country |                      |
| 1977 | The Twelfth of Never David Houston                                                   | — | Country98 (1 Wo.)Country |                      |
| 1977 | It Started All Over Again Best                                                       | — | Country56 (9 Wo.)Country |                      |
| 1978 | No Tell Motel Best                                                                   | — | Country72 (5 Wo.)Country |                      |
| 1978 | Waltz of the Angels From the Heart of Houston                                        | — | Country51 (9 Wo.)Country |                      |
| 1978 | Best Friends Make the Worst Enemies From the Heart of Houston                        | — | Country46 (10 Wo.)Country |                      |
| 1979 | Faded Love and Winter Roses From the Heart of Houston                                | — | Country33 (10 Wo.)Country |                      |
| 1979 | Let Your Love Fall Back on Me From the Heart of Houston                              | — | Country57 (9 Wo.)Country |                      |
| 1979 | Here’s to All the Too Hard Working Husbands (In the World) From the Heart of Houston | — | Country60 (8 Wo.)Country |                      |
| 1980 | You’re the Perfect Reason –                                                          | — | Country64 (7 Wo.)Country |                      |
| 1980 | Sad Love Song Lady –                                                                 | — | Country78 (4 Wo.)Country |                      |
| 1981 | Texas Ida Red From Houston to You                                                    | — | Country69 (6 Wo.)Country |                      |
| 1989 | A Penny for Your Thoughts Tonight Virginia –                                         | — | Country85 (2 Wo.)Country |                      |

Weitere Singles
- 1965: Rose Colored Glasses
- 1976: Lullaby Song
- 1981: My Lady

### Zusammenarbeiten
| Jahr | Titel Album                                   | Höchstplatzierung, Gesamtwochen, AuszeichnungChartplatzierungen (Jahr, Titel, Album, Platzierungen, Wochen, Auszeichnungen, Anmerkungen) | Höchstplatzierung, Gesamtwochen, AuszeichnungChartplatzierungen (Jahr, Titel, Album, Platzierungen, Wochen, Auszeichnungen, Anmerkungen) | Anmerkungen          |
| Jahr | Titel Album                                   | US | Country | Anmerkungen          |
| ---- | --------------------------------------------- | --- | --- | -------------------- |
| 1967 | My Elusive Dreams                             | US89 (5 Wo.)US | Country1 (18 Wo.)Country | mit Tammy Wynette    |
| 1968 | It’s All Over My Elusive Dreams               | — | Country11 (14 Wo.)Country | mit Tammy Wynette    |
| 1971 | We’ve Got Everything but Love A Perfect Match | — | Country20 (12 Wo.)Country | mit Barbara Mandrell |
| 1972 | A Perfect Match                               | — | Country24 (13 Wo.)Country | mit Barbara Mandrell |
| 1973 | I Love You, I Love You A Perfect Match        | — | Country6 (16 Wo.)Country | mit Barbara Mandrell |
| 1974 | Lovin’ You Is Worth It A Perfect Match        | — | Country40 (12 Wo.)Country | mit Barbara Mandrell |